# This Week (programma televisivo)
This Week, originariamente intitolato This Week with David Brinkley e pubblicizzato come This Week with George Stephanopoulos dal 2012, è un programma politico americano della domenica mattina in onda su ABC.
Ha debuttato il 15 novembre 1981, sostituendo Issues and Answers con David Brinkley come conduttore originale fino al suo ritiro nel 1996. Il programma è condotto da George Stephanopoulos dal 2012. Martha Raddatz e Jonathan Karl sono co-conduttori rispettivamente dal 2016 e dal 2021.

## Conduttori
- David Brinkley † (15 novembre 1981 - 10 novembre 1996)
- Sam Donaldson e Cokie Roberts (17 novembre 1996 - 8 settembre 2002)
- George Stephanopoulos (15 settembre 2002 - 10 gennaio 2010)
- Jake Tapper (marzo-luglio 2010)
- Christiane Amanpour (1º agosto 2010 - 25 dicembre 2011)
- George Stephanopoulos (8 gennaio 2012 - presente)
- Martha Raddatz, co-conduttrice (24 gennaio 2016 – presente)
- Jonathan Karl, co-conduttore (21 febbraio 2021 – presente)